# Ochi (Kōchi)
Ochi (越知町 Ochi-chō?) es un pueblo localizado en la prefectura de Kōchi, Japón. En junio de 2019 tenía una población estimada de 5.338 habitantes y una densidad de población de 47,7 personas por km². Su área total es de 111,95 km².

## Geografía

### Localidades circundantes
- Prefectura de Kōchi
  - Hidaka
  - Ino
  - Niyodogawa
  - Sakawa
  - Tsuno

## Demografía
Según los datos del censo japonés, esta es la población de Ochi en los últimos años.
| 1995  | 2000  | 2005  | 2010  | 2015  |
| ----- | ----- | ----- | ----- | ----- |
| 7.803 | 7.411 | 6.952 | 6.374 | 5.795 |